# Scomberoides pelagicus
Scomberoides pelagicus — вид окунеподібних риб родини ставридових (Carangidae). Описаний у 2022 році.

## Поширення
Поширений в Індо-Тихоокеанському регіоні. Відомий ареал — узбережжя Індії, малайзійське узбережжя Південно-Китайського моря та Манільська затока (Філіппіни).

## Опис
Від близьких видів відрізняється глибоким яйцеподібним тілом, увігнутим профілем спинної частини голови, розташуванням анального плавця спереду від другого спинного плавця і черевних плавців ближче до грудних, гвинтоподібним розташуванням луски та товстим і менш численними зябровими граблями на першій зябровій дузі.